# Campeonato de Francia de Rugby 15 1953-54
El Campeonato de Francia de Rugby 15 1953-54 fue la 55.ª edición del Campeonato francés de rugby.
El campeón del torneo fue el equipo de Grenoble quienes obtuvieron su primer campeonato.

## Desarrollo

### Segunda Fase
| - Lourdes - Toulon - Dax - Vichy - Oloron - Bègles - Paris Université Club - Mont-de-Marsan - Agen - Limoges - Tyrosse - Narbonne | - Cognac - Périgueux - Béziers - Soustons - Bayonne - La Rochelle - Auch - Lavelanet - Biarritz - Montferrand - Boucau - Castres |

| - Toulouse - Carmaux - Grenoble - Perpignan - Valence - Montauban - Roanne - US Bressane - Vienne - Le Creusot - Lyon OU - Montélimar | - Bergerac - Racing - Romans - Stadoceste - Aurillac - Brive - Pau - Angoulême - Mazamet - Tulle - Graulhet - Entente Côte-Vermeille |

### Dieciseisavos de final
| 1954 | Grenoble | 14 - 12 | Mazamet |  |  |

| 1954 | Agen | 11 - 0 | Tulle |  |  |

| 1954 | Vienne | 12 - 3 | Toulouse OEC |  |  |

| 1954 | Pau | 8 - 3 | Racing Paris |  |  |

| 1954 | Romans | 18 - 3 | Bergerac |  |  |

| 1954 | US Bressane | 10 - 6 | Stadoceste |  |  |

| 1954 | Perpignan | 18 - 0 | Niort |  |  |

| 1954 | Toulouse | 14 - 0 | Toulon |  |  |

| 1954 | Cognac | 6 - 3 | Albi |  |  |

| 1954 | Biarritz | 15 - 0 | Lavelanet |  |  |

| 1954 | Béziers | 11 - 6 | Dax |  |  |

| 1954 | Angoulême | 6 - 3 | Paris UC |  |  |

| 1954 | Lourdes | 27 - 0 | Stade Bagnerais |  |  |

| 1954 | Roanne | 8 - 6 | Mont-de-Marsan |  |  |

| 1954 | Montferrand | 8 - 3 | Auch |  |  |

| 1954 | Carmaux | 8 - 0 | Periguex |  |  |

### Octavos de final
| 1954 | Grenoble | 11 - 3 | Agen |  |  |

| 1954 | Vienne | 9 - 6 | Pau |  |  |

| 1954 | Romans | 12 - 6 | US Bressane |  |  |

| 1954 | Perpignan | 11 - 0 | Toulouse |  |  |

| 1954 | Cognac | 22 - 5 | Biarritz |  |  |

| 1954 | Béziers | 3 - 0 | Angoulême |  |  |

| 1954 | Lourdes | 12 - 0 | Roanne |  |  |

| 1954 | Montferrand | 3 - 0 | Carmaux |  |  |

### Cuartos de final
| 1954 | Grenoble | 3 - 0 | Vienne |  |  |

| 1954 | Romans | 8 - 6 | Perpignan |  |  |

| 1954 | Cognac | 8 - 3 | Béziers |  |  |

| 1954 | Lourdes | 17 - 8 | Montferrand |  |  |

### Semifinal
| 1954 | Grenoble | 8 - 5 | Romans |  |  |

| 1954 | Cognac | 21 - 20 | Lourdes |  |  |

### Final
| 23 de mayo de 1954 | Grenoble | 5 - 3   | US Cognac | Stade de Toulouse, Toulouse |  |
|                    |          | Reporte |           |                             |  |

| Bandera de Francia |
| Campeón Grenoble   |
| Primer título      |